# Pura Gómez de Ribó
Candelaria Gómez i Mas (Badalona, ca. 1918 - Barcelona, 31 d'agost de 1998), més coneguda com Pura Gómez de Ribó, va ser una pianista i soprano catalana.
Va cursar estudis de piano, harmonia i cant a l'Escola Municipal de Música de Barcelona, amb els mestres Tomàs Buxó, Joaquim Zamacois i Conxita Badia, respectivament, obtenint al llarg de la seva carrera les màximes qualificacions.
A la seva adolescència, en vistes de la seva vocació i condició extraordinària per al cant, va estudiar i perfeccionar la seva natural inclinació amb el mestre Vidal Nonell. En aquest context, les grans possibilitats de l'eminent soprano s'endevinaren a partir de la seva primera audició, sent l'èxit un company inseparable de les seves actuacions a tot Espanya.
Va destacar per les seves dots de cant, i per la seva sensibilitat artística i l'excel·lent formació musical van fer-la molt destacada, especialitzada en el lied, la cantata i l'oratori. Per exemple, va col·laborar amb Frederic Mompou, que la sol·licitava per a interpretacions d'oratori i la incloïa sempre en les seves gires de presentació de música clàssica i contemporània.
Va ser solista de l'Orfeó Català i de la Capella Clàssica Polifònica de Barcelona. Amb aquesta última entre 1942 i 1946 va ser cantaire, i sovint solista, a diversos recitals d'obres de J. S. Bach, Heinrich Schütz, entre d'altres, que van tenir lloc a diferents sales de concerts, com el Palau Nacional de Montjuïc, i amb la col·laboració d'altres músics, com el pianista Ricard Viñes. El darrer concert que es va organitzar, en el qual va tenir també participació, va ser el 12 de maig de 1946. A la capella va conèixer el músic i compositor Enric Ribó i Sugrañes, amb qui es va casar
Va ser també professora de cant del Conservatori Municipal de Música de Barcelona, àmbit on també va sobresortir. Van ser alumnes seus, entre d'altres, la soprano biscaïna María Bravo Gutiérrez-Barkin, o el tenor andalús Juan Antonio Vergel.
Gómez de Ribó guanyà el premi de cant en el Concurs Internacional de Música patrocinat per Philips Iberia i, posteriorment, fou seleccionada per representar a Espanya en el Concurs Internacional de Scheveningen (Holanda). D'altra banda, destaquen les seves actuacions al festival d'Òpera Clàssica del Gran Teatre del Liceu.
El seu fons personal va ser donat a la Biblioteca de Catalunya pels seus nebots el 1999.